# Saint-Symphorien-de-Thénières
Saint-Symphorien-de-Thénières är en kommun i departementet Aveyron i regionen Occitanien i södra Frankrike. Kommunen ligger  i kantonen Saint-Amans-des-Cots som ligger i arrondissementet Rodez. År 2022 hade Saint-Symphorien-de-Thénières 219 invånare.

## Befolkningsutveckling
Antalet invånare i kommunen Saint-Symphorien-de-Thénières
Referens: INSEE